# 中华人民共和国外国人居留许可

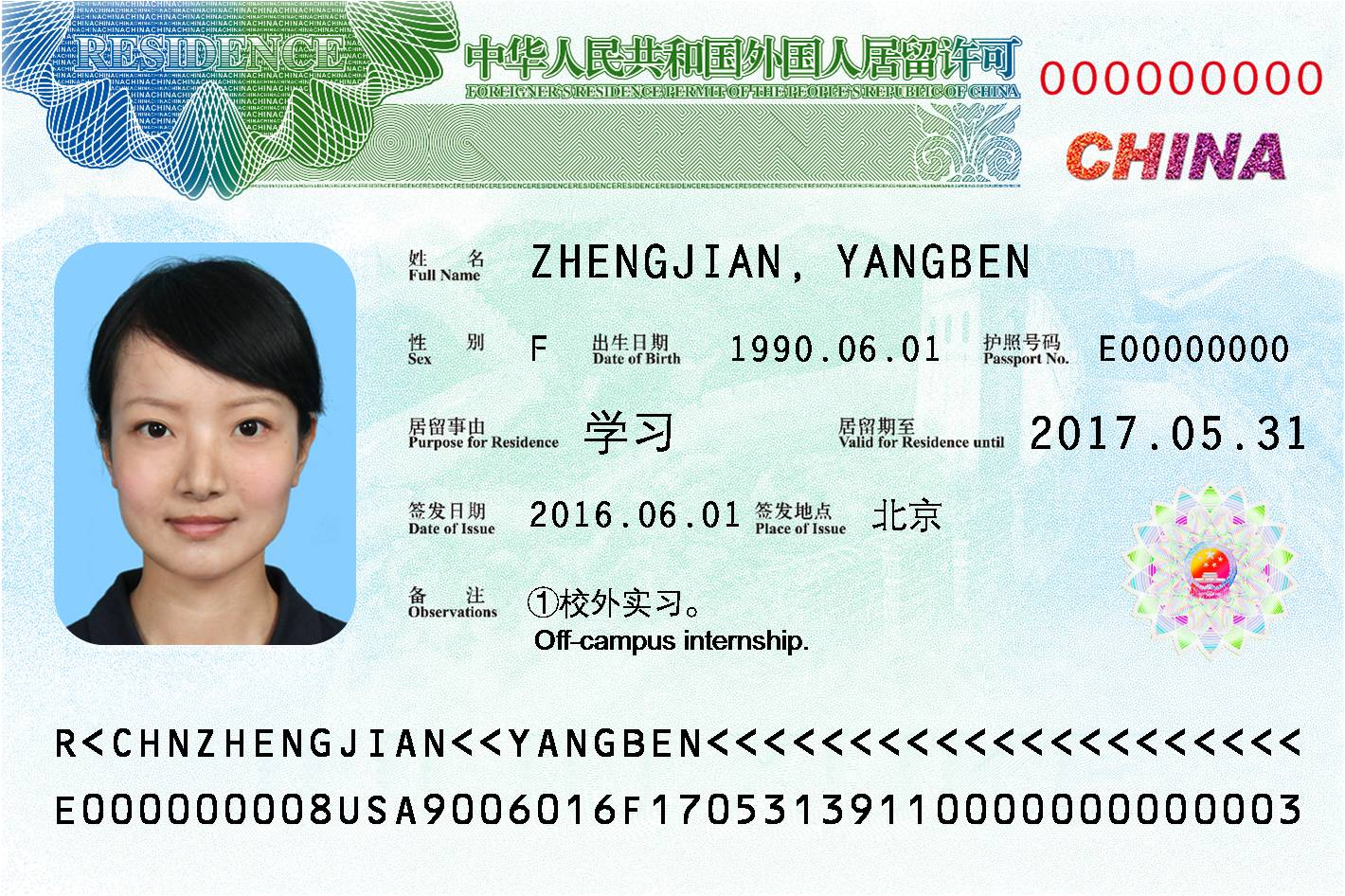
2019年6月1日起签发的新版外国人居留许可

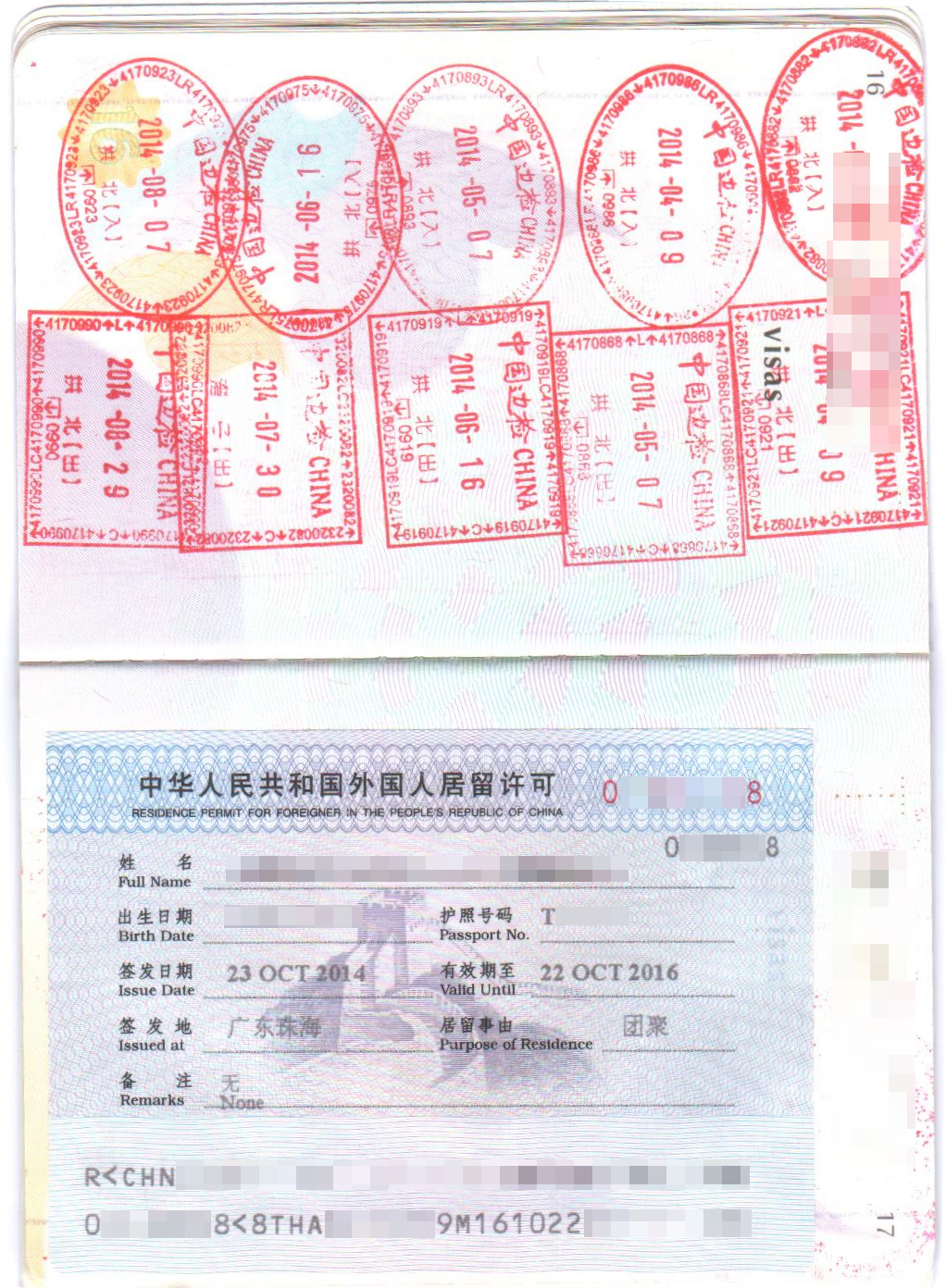
2014年由珠海市签发的外国人居留许可（团聚）

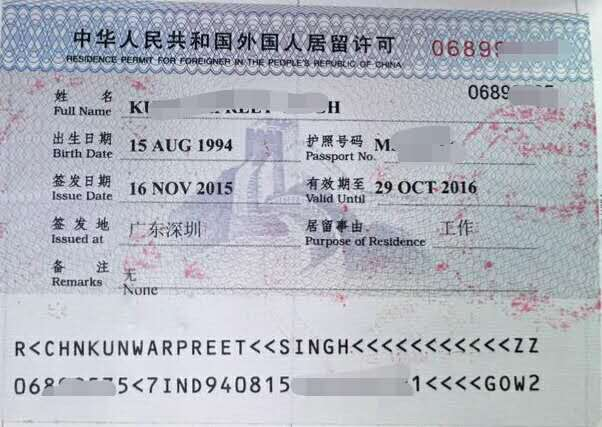
2015年由深圳市签发的外国人居留许可（工作）

中华人民共和国外国人居留许可是发给在中华人民共和国居留1年以上的外国人的居留许可。2005年开始启用，以取代《中华人民共和国外国人居留证》。

## 简介
2005年，中华人民共和国公安部制定的《外国人签证和居留许可工作规范》率先在北京市实施。根据该《规范》，北京市公安局出入境管理处“为部分外国人放宽了签证期限或居留许可期限，有关外国人提供相应证明，可以申请到6个月以上、1年以内的二次或多次入境签证，申请次数不限；在京长住外国人提供相应证明，可以申请获得1年至5年的外国人居留许可。而按照原规定，此类签证只能延期3个月，最多延期两次。”由此，《中华人民共和国外国人临时居留证》被放宽签证期限取代，《中华人民共和国外国人居留证》被新启用的《中华人民共和国外国人居留许可》取代。持有《中华人民共和国外国人居留许可》的外国人，可在居留许可有效期内多次出入境，不必申请往返签证。
《中华人民共和国外国人居留许可》是带防伪标记的一张薄纸。《外国人签证和居留许可工作规范》实施后，带来三方面变化：
- “过去外国人在华居留，必须申请单本的《外国人居留证》，或单页的《外国人临时居留证》，出入中国国境时，须与带有有效签证的本人护照同时使用。按照新规定，只需在护照签证页上粘贴“居留许可”即可，无需再申请往返签证；”
- “新规定将外国人签证的延期、加签、变更等申请种类统一调整为签证申请；居留证延期、加签等申请种类统一调整为居留许可申请；”
- 签证签发次数和期限的放宽对象包括五类，“对年满60周岁的在京购置房产的外籍华人、外籍寄养儿童等群体予以政策倾斜。”居留许可放宽对象则包括三类：“一、外籍高层次人才和投资者；二、外籍法人代表；三、外籍留学归国人员；四、外国留学生。 ”[2]